# 池田貴将
池田 貴将（いけだ たかまさ、1983年 - ）は、日本の自己啓発書作家、起業家。ライフコーチのトニー・ロビンズの指導を受け、そのノウハウを日本向けにアレンジして持ち込んだ。株式会社オープンプラットフォーム代表取締役で、ビジネスマン向けの教室を運営している。
2013年に出版した『覚悟の磨き方 超訳 吉田松陰』は売り上げ30万部超を記録した（2016年10月時点）。

## 著書
- 『未来記憶』サンマーク出版、2011年。ISBN 978-4763131676。
- 『動きたくて眠れなくなる』サンクチュアリ出版、2012年。ISBN 978-4861139680。
- 『覚悟の磨き方 超訳 吉田松陰』サンクチュアリ出版、2013年。ISBN 978-4861139925。
- 『がんばらないほうが成功できる』PHP研究所、2013年。ISBN 978-4569812311。
- 『心配するな。』サンマーク出版、2014年。ISBN 978-4763133748。
- 『人間力の磨き方』きずな出版、2015年。ISBN 978-4907072308。
- 『決断力の磨き方』学研マーケティング、2015年。ISBN 978-4054062634。
- 『この選択が未来をつくる―最速で最高の結果が出る「優先順位」の見つけ方』きずな出版、2016年。ISBN 978-4907072681。
- 『図解 モチベーション大百科』サンクチュアリ出版、2017年。ISBN 978-4801400429